# Tschehel Sotun (Kabul)

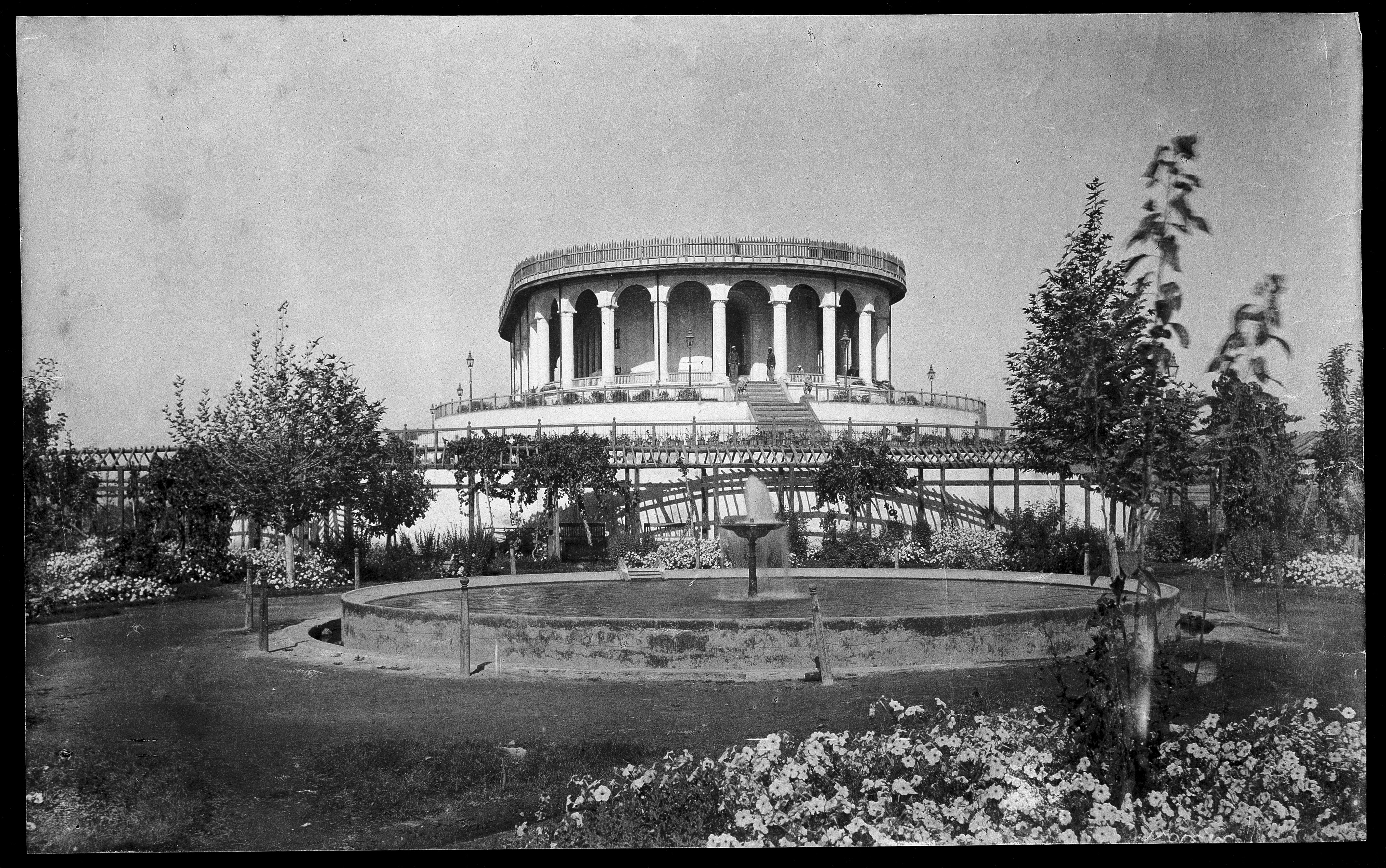
Frontseite des Hendaki Palastes frühere Name von Tschehel Sotūn. Seine Vierzig Säulen sichtbar

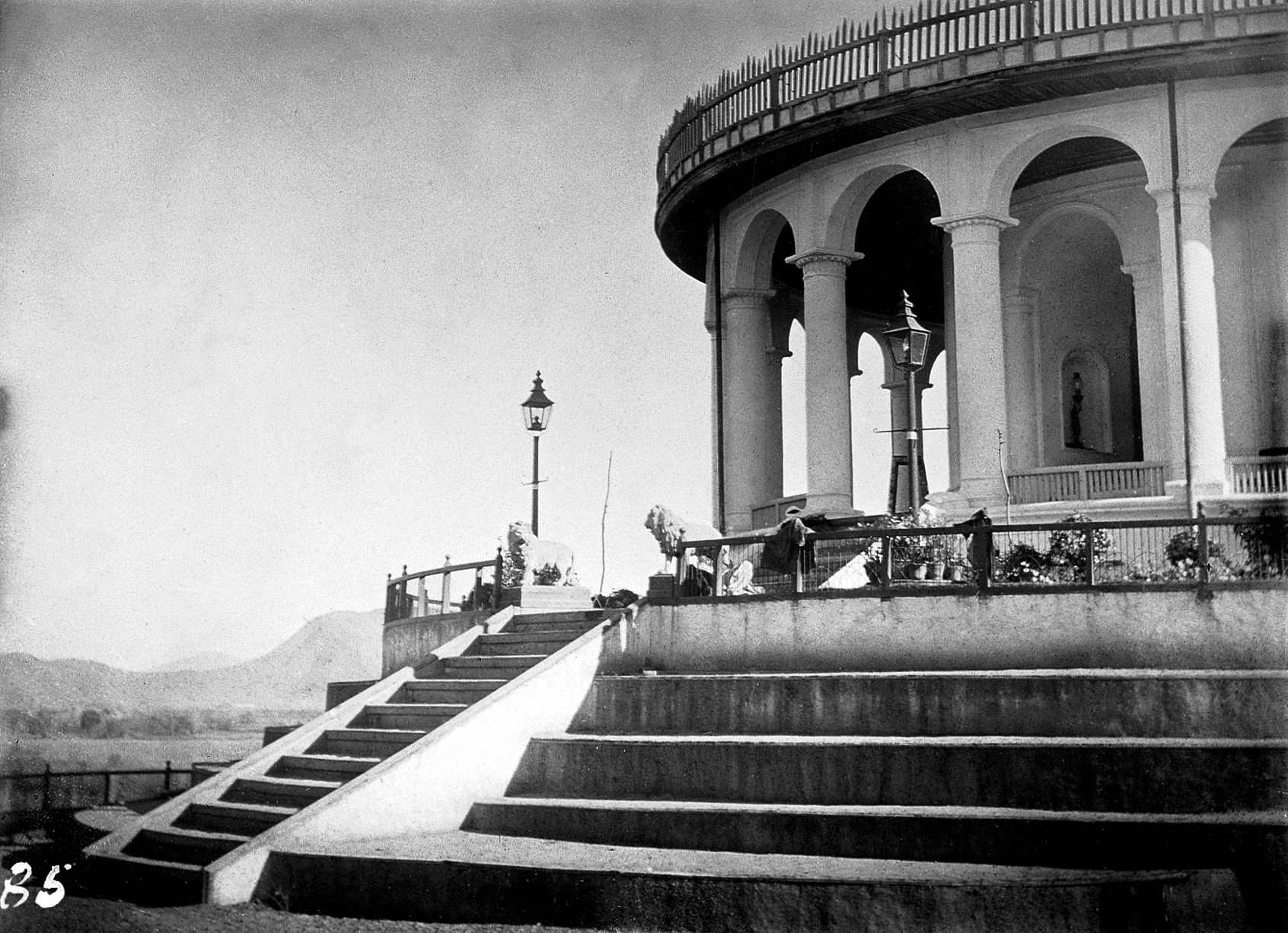
Eingang und Treppe zum Palast

Tschehel Sotūn, (persisch چهل ستون, DMG Čehel Sotūn, ‚Vierzig Säulen‘) früher (persisch قصر چهل ستون هندکى) (Hendaki vier Säulen Palast) war die Ruine eines Palastes auf einem kleinen, terrassierten Hügel, etwa 10 km südlich des Stadtzentrums von Kabul.
Das Gebäude befindet sich auf einem Tapa (persisch تپه) (Hügel) umgeben von zwei insgesamt ca. 30 Hektar große Anlagen: Die innere eingefriedete Gartenanlage, die zum Palast gehörte, wird als Gasthaus für Staatsgäste der Regierung verwendet. Dort wurden ausländische Präsidenten und Könige u. a. Richard Nixon empfangen. Die zweite äußere, ca. 20 Hektar große Gartenanlage (Bagh Qasr e Chehel Sotun) steht für die Öffentlichkeit frei. Besonders Nowroz wurde in der äußeren Gartenanlage gefeiert. Im Rahmen des Wiederaufbaus sind laut dem Bürgermeister (offizielle Internetseite des Shahrwali) von Kabul sowohl der Palast wie die Gartenanlagen wieder aufgebaut worden.

## Geschichtliche Hintergründe
Die inländischen und ausländischen Quellen machen vier verschiedene Angaben über die Anzahl, die Bezeichnungen und Umbenennungen vom Chehel Sotun Palast:
1. Chehel Sotun-Palast (Hendaki) (Vierzig-Säulen Palast),
2. Chehel Sotun-Palast ( Bâlâ e Hesâr), auf dem sich Arg von Kabul befand.
3. Chehel Sotun-Palast und Bagh e Sotun-Palast Bagh (Garten)[1]
4. Jahan Numma Palast

Jahan-Numa-Palast lag auf dem Hügel von Koh e Hindaki. Der Name änderte sich in Chihil Sutun, genau so wie Koh e Asamai (Sanskrit: Mutter's Hoffnung), auf dessen Gipfel die Fernsehantennen im Jahre 1978 installiert worden sind, änderte sich der Name allmählich zum "Fernseh-Berg". Der Hindukusch kennt soviel Änderungen und Tilgungen der Namen von Städten, und Ortschaften, Kulturstätten, sowie die Tilgung des Farsi im Jahr 1964, also die Tilgung des Persischen und Benennung des Attributs "Dari" (zur Tür gehörig; etwa Hoch in Hochdeutsch; Deutsch getilgt, dafür "Hoch" als Sprache). Der Hindukusch hat viele Berge mit den Sanskrit-Namen bzw. hinduistischen Namen wie Bagram (Gott Rama), Baglan, Bagrami, Schiwasee, Berg Shiwaki (Shiwa-Berg) Nahe Bagrami, Kham e Hindu. Bagh e Hindu (Garten der Hindus). Hind (deutsch: Hirschkuh) bedeutet in den iranischen Sprachen, u. a. auf Persisch Indien. In Schahname kommt elfmal Hindu Kuh bzw. Hindu-Koh oder Kuh e Hind vor. Statt Berg Indiens oder Hindu Berg wurde es "Hirschkuh" übersetzt.
Der Palast, bestehend aus vierzig Säulen ("Vierzig" und "Tausend" bedeutet in der persischen Sprache eher so viel wie Tausendfüßler oder Hazar Cheshmeh (Tausend Quellen) oder Hazar Burj (Tausend Burgen, Ruine einer Festung aus der antiken Stadt Balch)), ist in der Zeit von Shâh Zamân 1770 – 1844, dem Sohn von Timor Shah ein vierstöckiges Gebäude unter der Leitung des Architekten Jân Nesâr Khân gebaut worden. Der Baubeginn oder die Fertigstellung wird mit dem Jahr 1210 nach islamischen Mondkalender angegeben, das dem Sonnenjahr bzw. nach dem iranischen Kalender 1175 und dem Gregorianischen Jahr 1795/96 entspricht. Als Dôst Mohammad Khân 1826 Kabul besetzte, sprengte er absichtlich einen Turm, zerstörte Chehel Sotun und das Rathaus.
Nach dem Tod Ahmad Shah Durrani, Sohn von Zaman Khan und Enkelsohn von Dowlat Khan, deren direkte Vorfahre "Sado Khan" (11. Oktober 1558 in Multan, gestorben 18. März 1627 in Kandahar) war, blieben die erbeuteten Schätze wie Gold und Münzen nach jeder militärischen Intervention in Indien aus, so dass die Vereinigung der paschtunischen Stämme, die Sado Khan angefangen hat, nicht länger bestand. Einige Stämme aus dem Osten und Süden des Landes, insbesondere in Nordindien, darunter der Stamm Yousafzai zogen von Kandahar, der Hauptstadt der Durrani-Dynastie nach Multan um. Ahmad Khans Sohn Timur Shah blieb nichts anderes übrig, als die Hauptstadt des Reiches in Kabul zu verlegen. Er war eher an schönen Künsten interessiert und verbrachte oft seine Zeit in den Lustpalästen und mit seinen Hofdichtern insbesondere mit den persischen Dichtern u. a. der persischen Dichterin paschtunischer Abstammung "Aisha Durrani".
Bevor der in Mashhad geborene Timor Shah Durrani nach Kabul umzog, nahm er eine große Anzahl von persischen Experten aus diversen Fachrichtungen der Hauptstadt von Khorassan sowie der Hauptstadt des Kaiserreiches von Nadir Afshar ("Mamalik i Iran" = Länder Irans) der Afschariden mit. Sie bekamen Häuser im Kabuler Stadtteil Afshar: Afschar Bala (persisch افشار بالاOberafschar) und Afshar Sufla Unter-Afschar sowie Qal‘ah-yeAfshār Now in Kabul West. Das Gebiet, in dem das große Zelt für Versammlungen steht, das die Bundesregierung Afghanistan schenkte, um die sog. Stämmen-Loya Jirga abzuhalten.
Einige Autoren sind der Meinung, dass Timor Shah Durrani im Rahmen seiner Baumaßnahmen in Kabul ein Palast nach dem persischen Modell wie Chehl Sotun in Isfahan bauen wollte. Doch sein Sohn Zaman Mirza Schah Durrani baute schließlich den Vierzig-Säulen-Palast.
Timur Schah Durrani, der Vater von Zaman Khan, hatte 17 Frauen. Darunter waren zwei Enkeltöchter von Afschariden Nader Schah Afschar: 1. Prinzessin Gahwar Shah, Tochter von Shahrukh Mirza und die Tochter vom Prinzen Yazdan Bakhsh. Soreh Begum und Gowhar Nessa, beide waren die Töchter von Azizuddin Mohammad Alamgir II. Der Palast ist nach Art der Architektur iranisch-indisch. Bei dem Bau gab es finanzielle Zuwendungen von Alamgir II. für seine Kinder, nämlich seine Töchter und Schwiegersöhne und Enkelkinder. Zaman Khan war allerdings nicht sein Enkelkind.
Der Wiederaufbau bzw. Neuaufbau des Palastes mit einem anderen Format ohne Säulen und ohne "Kola ye Farangi" ("französische Kuppel" im Video der Geschichte ist ein altes Bild, in dem das kleine Spitzküppelchen ersichtlich ist) mit "Khiaban Rustam" (Rustam-Straße; (خيابان) (Khiaban, Khiyaban, Kheyaban), was Straße bedeutet und zugleich ein alter Stadtteil von Kabul ist), ist im Jahr 1888 durch Emir ʿAbd-al-Raḥmān durchgeführt worden. Die Fertigstellung für Prinz Ḥabīb-Allāh fand drei Jahre später statt. Der Palast war einstöckig und von einer mit zahlreichen Säulen versehene Veranda umgeben, die ihm die Anmutung eines griechischen Tempels verliehen - daher der Name. Das Flachdach wurde von einer eleganten Balustrade gesäumt. Der ursprüngliche Name des Geländes war, nach einem nahe gelegenen Dorf, Endakī, nach verschiedenen zeitgenössischen britischen Quellen und Karten auch Indikki, Indiki, Hindaki und Hindkaʾi.
Bis zur sowjetischen Intervention in Afghanistan diente der Palast u. a. zum Empfang ausländischer Staatsgäste. Am 2. Januar 1980 wählte Babrak Karmāl Tschehel Sotūn als Regierungssitz, was ihn zu einem primären Angriffsziel der Mudschāhidīn machte. Der Palast wurde noch 1980 so schwer zerstört, dass sich Karmāl in die Zitadelle von Kabul zurückziehen musste.

## Videos
- https://www.youtube.com/watch?v=gUMMvqS1DhY (Geschichte des Palastes seit Timor Shah Durrani bis heute)
- https://www.youtube.com/watch?v=IRHjV-77-LY (Tschehel Sotun Garten von Aga Khan Treuhand für Kultur)
- https://www.aljazeera.com/videos/2019/10/09/kabul-gardens-historic-afghan-park-restored-to-glory/